# Susannah Maria Cibber
Susannah Maria Cibber (nascida Arne ; fevereiro de 1714 - 30 de janeiro de 1766)  foi uma célebre cantora e atriz inglesa . Ela era irmã do compositor Thomas Arne . Embora tenha começado sua carreira como soprano, sua voz baixou no início de sua carreira para a de uma contralto . Ela era universalmente admirada por sua habilidade de emocionar o público, tanto como atriz quanto como cantora. Possuindo uma voz doce, expressiva e ágil para cantar, com um amplo alcance vocal, Cibber foi uma cantora imensamente popular, mesmo que às vezes sua voz fosse criticada por falta de técnica polida. Charles Burney escreveu sobre ela cantando que "por um pathos natural e perfeita concepção das palavras, ela freqüentemente penetrava no coração, enquanto outros, com voz e habilidade infinitamente maiores, só podiam alcançar o ouvido". Cibber era particularmente admirada por Handel, que escreveu vários papéis especialmente para ela, incluindo as árias de contralto em seu oratório Messias de 1741, o papel de Miquéias em Sansão, o papel de Lichas em Hércules e o papel de Davi em Saul, entre outros. Em meados da década de 1730, ela começou a aparecer em peças, além de aparecer em óperas e oratórios. Ela se tornou a maior atriz dramática do palco londrino do século XVIII e, na época de sua morte, era a atriz mais bem paga da Inglaterra.

## Biografia

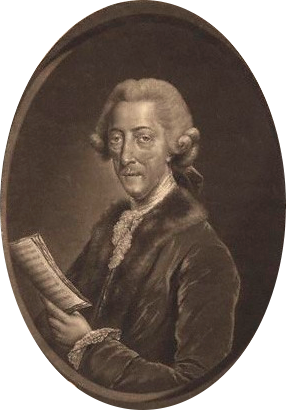
Retrato do irmão mais velho de Cibber, Thomas Arne. Ele foi um compositor altamente prolífico de música para o palco e é considerado a figura mais significativa da música teatral inglesa do século XVIII. Susannah e Thomas tiveram um relacionamento íntimo para toda a vida e Arne foi a presença mais constante em sua vida.

Cibber nasceu na área de Covent Garden , em Londres, filha de Thomas e Anne Arne. Seu pai e seu avô eram estofadores e titulares de cargos na Worshipful Company of Upholders . Quando criança, ela estudou canto com seu irmão Thomas, que mais tarde se tornaria um dos compositores mais importantes da época e uma parte importante da carreira de Cibber como cantora. Seu outro irmão, Richard, também trabalhou como cantor e ator, mas nunca alcançou o mesmo nível de sucesso que seus irmãos.
Em 13 de março de 1732, Susannah fez sua estreia profissional no papel-título de Amelia, de Henry Carey, ambientada por John Frederick Lampe, recebendo críticas positivas, no Little Theatre . Suas apresentações nos dois anos seguintes incluíram papéis em Acis e Galatea de Handel, e em Rosamund, The Opera of Operas e Dido and Aeneas de seu irmão .
O ano de 1733 foi um ano crítico para Cibber. Ela conheceu Handel enquanto ensaiava e interpretava o papel de Jael na produção original de seu oratório Deborah . Foi o início de uma amizade estreita e duradoura entre os dois. Handel pacientemente ensinou seus papéis nota por nota, pois ela não sabia ler música. Também naquele ano, o nome de Cibber apareceu nas encenações oferecendo canções entr'acte 'por demanda popular' no Haymarket, performances que se tornaram muito populares. Durante a temporada de atuação de 1733-1744, Theophilus Cibber e sua companhia de teatro foram apresentados à jovem Susannah.

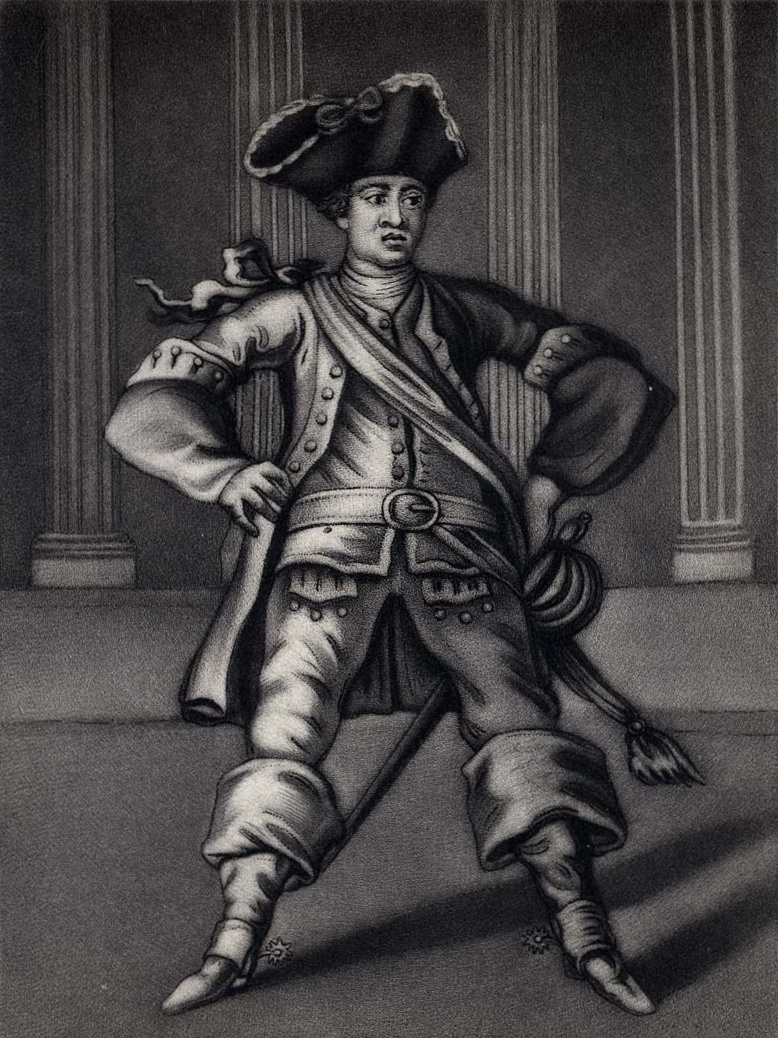
Um retrato de Theophilus Cibber no papel de Ancient Pistol, personagem que aparece em várias peças de Shakespeare. Além de muitas vezes aparecer com sua esposa no palco antes do divórcio, Susannah e Theophilus escreveram várias peças juntos que não tiveram tanto sucesso.

Em abril de 1734, Susannah casou-se com o ator Theophilus Cibber . Ele era filho do dramaturgo, gerente de teatro e poeta laureado Colley Cibber, cuja companhia de atores residia em Drury Lane nessa época. O casamento foi muito benéfico para a carreira e posição de Susannah no teatro de Londres, já que ela se tornou uma frequentadora regular daquela casa por muitos anos, agora se apresentando sob o nome de "Sra. Cibber". Ainda mais importante foi a atenção de seu sogro Colley Cibber que, reconhecendo em Susannah os dotes de uma grande atriz trágica, a treinou. Susannah recebeu horas de aulas de atuação de seu novo sogro, e ele a ajudou a ensinar valiosas entonações vocais e gestos trágicos que a transformaram na mais célebre atriz de tragédia de seu tempo. Além disso, adotar uma 'identidade cibberiana' provou ser muito vantajoso para a carreira de Susannah. O público começou a vê-la como a jovem ingênua da dinastia Cibber, que a ajudou em conseguir papéis protagonistas. Seu irmão Thomas também se beneficiou com o casamento quando se tornou compositor em Drury Lane e escreveu música para várias peças e pantomimas nos anos seguintes.
Em 1736, Cibber fez sua estreia como atriz dramática no papel-título de Zara , de Aaron Hill, com grande sucesso. Ela passou a interpretar vários papéis de Shakespeare com aclamação da crítica, que mais tarde ela continuou a interpretar com David Garrick . Em 1737, uma disputa muito notável com Kitty Clive sobre o papel de Polly na Beggar's Opera irrompeu e inspirou uma sátira, The Beggar's Pantomime, or The Contending Columbine. No ano seguinte, Cibber interpretou o papel de David na produção original do oratório Saul de Handel e ela apareceu na estreia mundial da imensamente popular mascarada Comus de seu irmão.
Infelizmente, o casamento de Cibber não foi feliz. Seu marido era supostamente abusivo e gastador perdulário, e até começou a vender parte do guarda-roupa e objetos pessoais de sua esposa para dissuadir os credores, embora também tenha aprimorado consideravelmente sua atuação. Para pagar o aluguel, os Cibbers contrataram um rico inquilino chamado William Sloper. O relacionamento resultante entre essas três pessoas levou a um processo notório em 1738, no qual Cibber acusou Sloper de "Assaltar, Arrebatar e Conhecer Carnalmente" sua esposa. Várias versões do escândalo sugerem que os três podem ter se envolvido em um ménage à trois . Um relato afirma que Cibber forçou sua esposa sob a mira de uma arma a dormir com Sloper; outro coloca um espião em um armário no local de um de seus encontros, a fim de reunir depoimentos para o processo. Em qualquer caso, Cibber recebeu insignificantes £10 em danos. No ano seguinte, Cibber abriu um segundo processo contra Sloper por "deter" sua esposa. Na verdade, a Sra. Cibber e Sloper fugiram juntos e tiveram uma filha, Susannah Maria (Molly). Desta vez, a Cibber recebeu £500. A intenção de Cibber, ao entrar no processo contra sua ex-esposa e seu novo amante, era envergonhar Susannah como uma esposa cruel e infiel. No entanto, como estava grávida na época do julgamento, ela mudou a percepção pública de si mesma para ser uma mulher inocente, apenas a vítima da crueldade e ganância masculina de Cibber.

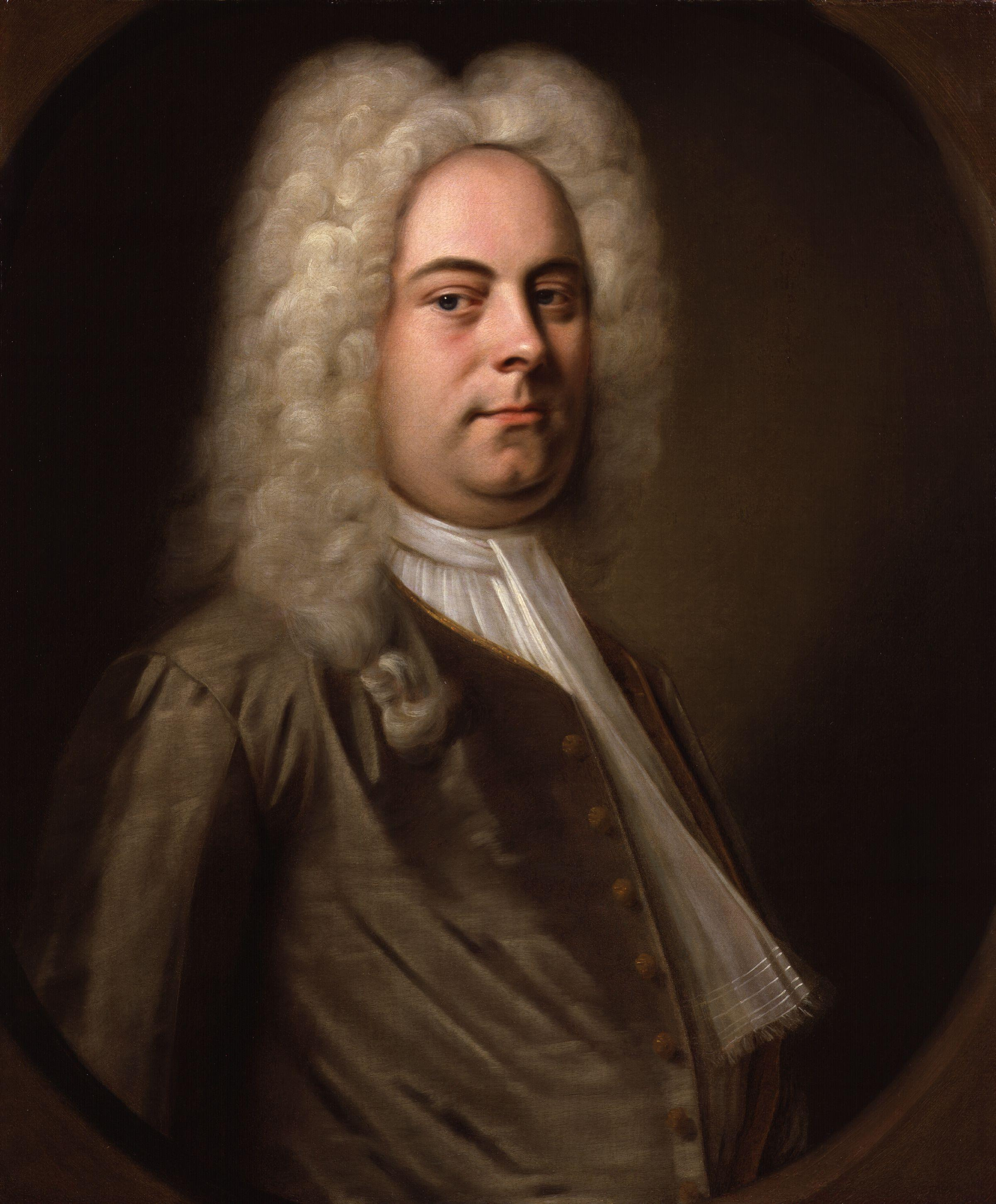
Um retrato de 1727 de George Frideric Handel por Balthasar Denner. O historiador musical Charles Burney, que foi aluno de Thomas Arne, diz que Handel "gostava muito da Sra. Cibber, cuja voz e maneiras suavizaram sua severidade por sua falta de conhecimento musical".

Em 1740, a Sra. Cibber cantou na estreia mundial da mascarada  de seu irmão, Alfred . Ela se mudou para Dublin, e no outono de 1741 para uma temporada movimentada no Aungier Street Theatre com seu bom amigo e mentor, o ator James Quinn. Handel juntou-se a ela lá, e ela se apresentou em vários concertos regidos por ele, incluindo performances de Acis and Galatea, Esther e Alexander's Feast . Ela também se juntou à apresentação de estreia de Handel's Messiah em 13 de abril de 1742, cantando os solos de contralto. Diz a lenda que o Dr. Patrick Delany, o chanceler da Catedral de São Patrício, ao ouvi-la cantar "Ele era desprezado", proclamou "Mulher, todos os seus pecados estão perdoados!" Nos dias 21 e 28 de julho cantou um recital em dupla com a cunhada, a soprano Cecilia Arne (nascida Young).
Por fim, o escândalo em torno de Cibber abafou e ela voltou ao palco de Londres no outono de 1742. O primeiro papel que ela desempenhou ao retornar foi o de Desdêmona, de Otelo . A natureza trágica de seu personagem ajudou a perpetuar a visão do público sobre ela como uma "esposa injustiçada", uma personagem que ela adotou após o colapso bem documentado de seu casamento. Em seguida, ela continuou adicionando muitos outros papéis trágicos ao seu repertório.
Sua casa em Londres se tornou uma espécie de salão nas noites de domingo. Burney, referindo-se a essas noites, escreveu que se encontrou "em uma constelação de sagazes, poetas, atores e homens de letras", incluindo Handel, Garrick e Arne. Ela também foi contratada por Handel para sua temporada de oratório, criando o papel de Micah em Samson . Em 1744-1745, ela continuou a cantar para Handel, agora no King's Theatre em The Haymarket . Seus papéis incluíram Jael em Débora, Lichas em Hércules e Davi em Saul, e ela cantou nos oratórios L'Allegro, Alexander's Feast e Messias . Handel também escreveu o papel de Daniel em Belsazar para ela, mas, devido à doença, ela nunca cantou o papel.
Em 1744, Susannah tornou-se a atriz principal de David Garrick em Drury Lane, o teatro administrado por seu sogro, e sua parceria e amizade (demonstrada nas cartas) continuaram até sua morte. Garrick dirigiu Susannah, ao lado do ator Spranger Barry, em uma adaptação de sucesso de Romeu e Julieta de William Shakespeare, escrita pelo próprio Garrick. A versão de Garrick foi bem recebida pelo público do século XVIII, pois omitiu muitos momentos "indecentes" e acrescentou à cena trágica da tumba entre Romeu e Julieta, quando os personagens tiveram uma conversa final, depois que Romeu se envenenou. No entanto, após uma breve desavença entre Garrick e a Sra. Cibber, ela e Barry levaram sua versão de Romeu e Julieta ao rival de Garrick, John Rich, em Covent Garden . Isso levou Garrick a escalar a si mesmo e a jovem atriz George Anne Bellamy em uma versão rival do mesmo show, apresentada do outro lado da rua em Drury Lane, para concorrer com a versão de Cibber e Barry. Por doze noites, começando em 28 de setembro de 1750, versões rivais de Romeu e Julieta foram veiculadas em Londres, emocionando audiências. Ambos os programas receberam muita publicidade, e o público frequentemente assistia às duas versões, para decidir quem eles achavam que eram os amantes malvados superiores. Cibber adoeceu na décima terceira noite, encerrando a competição entre os dois shows. Eventualmente, ela e Garrick se reconciliaram, e ela voltou para Drury Lane em 1753.
De 1744 a 1765, ela acrescentou vários papéis dramáticos ao seu repertório e foi a atriz mais bem paga de Londres, perdendo apenas para o Garrick. Resenhas contemporâneas, dedicatórias, cartas e poemas referem-se à sua capacidade de emocionar o ouvinte profundamente. Além disso Susannah se tornou a principal cuidadora e professora de seu jovem sobrinho, Michael Arne . A mãe do menino, Cecilia Arne, sofria de problemas de saúde recorrentes e isso, somado à intensa agenda de trabalho de Thomas, tornava impossível para seus pais cuidarem dele. Sob a orientação de Susannah, Michael começou como ator de teatro em Drury Lane antes de completar dez anos. Mais tarde, ele seguiu os passos de seu pai para se tornar um compositor de sucesso.
Susannah morreu em 1766 e foi enterrada nos claustros do norte da Abadia de Westminster. No dia de sua morte, Covent Garden e Drury Lane fecharam suas portas em homenagem a uma de suas melhores atrizes e cantoras. Garrick, ao saber de sua morte, disse: "Então a tragédia morre com ela".